# Безкрайните
„Безкрайните“ (на английски: Infinite) е американски научнофантастичен екшън филм от 2021 г. на режисьора Антоан Фукуа, по сценарий на Иън Шор, по сюжета на Тод Щейн, базиран е на романа „The Reincarnationist Papers“ от Д. Ерик Майкранц. Във филма участват Марк Уолбърг, Чуетел Еджиофор, Софи Куксън, Джейсън Манцукас, Рупърт Френд, Тоби Джоунс и Дилън О'Брайън.
Филмът е пуснат дигитално от Paramount+ на 10 юни 2021 г., след няколко отменения от оригиналното излъчване през август 2020 г. по време на пандемията от COVID-19.